# La Florida (Alacant)
La Florida (coneguda també com a Florida Baixa) és un dels barris que componen la ciutat d'Alacant, al País Valencià.
El barri limita amb Ciutat d'Assís a l'oest, la Florida Alta al nord, Sant Ferran-Princesa Mercé a l'est i el Polígon del Baver al sud.

## Història
La Florida és un barri projectat el 1918 per l'arquitecte municipal Francisco Fajardo Guardiola. Aquest li va posar als seus carrers noms de constel·lacions i estrelles i va construir nombrosos edificis. Dins dels seus límits va existir el primer estadi de l'Hèrcules Club de Futbol.